# Omloop van het Houtland 1991
L'Omloop van het Houtland 1991, quarantasettesima edizione della corsa, si svolse il 26 settembre 1991 su un percorso con partenza e arrivo a Lichtervelde. Fu vinto dal belga Didier Priem della TonTon Tapis-GB-Corona davanti all'olandese Wiebren Veenstra e al belga Johan Devos.

## Ordine d'arrivo (Top 10)
| Pos. | Corridore           | Squadra                | Tempo |
| ---- | ------------------- | ---------------------- | ----- |
| 1    | Didier Priem        | TonTon Tapis-GB-Corona |       |
| 2    | Wiebren Veenstra    | Buckler                |       |
| 3    | Johan Devos         | SEFB-Saxon-Gan         |       |
| 4    | Johan Capiot        | TVM-Sanyo              |       |
| 5    | Søren Lilholt       | Histor-Sigma           |       |
| 6    | Johan Melsen        |                        |       |
| 7    | Patrick Schoovaerts | Varta-Noe-Eik          |       |
| 8    | Marcel Remijn       | Giant                  |       |
| 9    | Kurt Van Keirsbulck | TonTon Tapis           |       |
| 10   | Patrick Deneut      | Lotto-Superclub        |       |